# ابی جان
ابی جان (به لاتین: Abi Jan) در افغانستان است که در ولایت هلمند واقع شده‌است.